# Le Navire aveugle
Pour plus de détails, voir Fiche technique et Distribution.
Le Navire aveugle est un film muet français réalisé par Joseph Guarino, sorti en 1927. 
Il s'agit de l'adaptation au cinéma du roman éponyme de Jean Barreyre et a ensuite donné lieu à une édition illustrée par les photos du film.

## Synopsis
L'équipage d'un grand voilier, au cours d'une longue traversée, est frappé d'un mal mystérieux : tous les membres deviennent les uns après les autres aveugles, sans qu'ils ne parviennent à enrayer l'épidémie. Prisonniers de leur navire, ils errent, totalement désemparés, au milieu de l'océan et de ses tempêtes.

## Fiche technique
- Titre : Le Navire aveugle
- Scénario : d'après le roman de Jean Barreyre
- Réalisation : Giuseppe Guarino
- Photographie : Toni Frenguelli et Alfred Guichard
- Société de production : Consortium Central de Paris
- Société de distribution : Franco-Film
- Pays de production : France
- Format : Noir et blanc — 35 mm — 1,33:1 — Muet
- Genre : Fantastique
- Durée : 2 165 m (8 bobines)
- Date de sortie : 
  - France : 22 octobre 1927[4]

## Distribution
- Adelqui Millar
- Colette Darfeuil
- Marthe Mellot
- Gerald Robert Schaw
- Jean Rossi
- Marthe Pottier
- Lucette Martell
- Millot
- Jorge Infante
- Engeldorff
- Joséphine Baker